# 丘奇希爾 (阿拉巴馬州)
丘奇希爾（英語：Church Hill）是位於美國阿拉巴馬州塔拉普薩縣的一個非建制地區。該地的面積和人口皆未知。

## 地理
丘奇希爾的座標為32°38′54″N 85°44′53″W / 32.64833°N 85.74806°W，而該地的平均海拔高度為182米（即597英尺）。